# Paspalum trianae
Paspalum trianae är en gräsart som beskrevs av Pilg.. Paspalum trianae ingår i släktet tvillinghirser, och familjen gräs. Inga underarter finns listade i Catalogue of Life.